# 전이 시스템
전이 시스템(transition system)은 이론 컴퓨터 과학에서 계산 연구에 사용되는 개념이다. 이는 개별 시스템의 잠재적인 동작을 설명하는 데 사용된다. 이는 상태와 상태 간 전환으로 구성되며 세트에서 선택한 레이블로 레이블이 지정될 수 있다. 동일한 레이블이 둘 이상의 전환에 나타날 수 있다. 레이블 세트가 싱글톤인 경우 시스템은 기본적으로 레이블이 지정되지 않으며 레이블을 생략하는 더 간단한 정의가 가능하다.
전환 시스템은 추상 재작성 시스템 및 유향 그래프와 수학적으로 일치한다. 이는 여러 가지 면에서 유한 상태 오토마타와 다르다.
- 상태 집합은 반드시 유한하거나 심지어 셀 수 있는 것도 아니다.
- 전환 세트는 반드시 유한하거나 셀 수 있는 것은 아니다.
- "시작" 상태나 "최종" 상태는 제공되지 않는다.

전환 시스템은 유향 그래프로 표현될 수 있다.

## 같이 보기
- 크립키 구조
- 유한 상태 기계